# The Wedding Ringer
The Wedding Ringer (El gurú de las bodas en español) es una comedia romántica protagonizada por Josh Gad y Kevin Hart. Es la primera película dirigida por Jeremy Garelick.

## Argumento
Doug Harris (Josh Gad), un abogado a cargo de su propio bufete pero con dificultades para relacionarse con los demás, va a casarse por fin con la chica de sus sueños: Gretchen Palmer (Kaley Cuoco). El problema surge cuando, a dos semanas de la gran boda, Doug se encuentra desesperado porque no tiene ningún amigo que pueda hacer de su padrino y teme que, si se lo cuenta a su futura mujer, ésta le deje. Esto le lleva a acudir a Jimmy Callahan (Kevin Hart), un hombre dedicado a ofrecer sus servicios como padrino, mediante una farsa estudiada al detalle, para aquellos que lo necesiten (y por un módico precio). Ambos se ponen en marcha, junto a otros 6 personajes que harán de grupo de amigos, para interpretar sus papeles y recrear juergas y aventuras que nunca han pasado.

## Elenco
- Josh Gad como Doug Harris, el novio.
- Kaley Cuoco como Gretchen Palmer, la novia.
- Kevin Hart como Jimmy Callahan (haciendo de Bic, el mejor amigo del novio).
- Jenifer Lewis como Doris Jenkins, la secretaria de Jimmy Callahan.
- Jorge García como Lurch (que representa a Garvey, un amigo del novio).
- Dan Gill como Bronstein (que representa a Dickerson, un amigo del novio).
- Affion Crockett como Reggie (que representa a Drysdale, un amigo del novio).
- Corey Holcomb como Otis (que representa a Alzado, un amigo del novio).
- Colin Kane como Fitzgibbons (que representa a Plunkett, un amigo del novio).
- Alan Ritchson como Kip (que representa a Carew, un amigo del novio).
- Aaron Takahashi como Endo (que representa a Rambis, un amigo del novio).
- Ignacio Serricchio como Edmundo/Dirty Eddie Sánchez, el organizador de la boda que finge ser lo que no es.
- Ken Howard como Ed Palmer, el padre de la novia.
- Mimi Rogers como Lois Palmer, la madre de la novia.
- Olivia Thirlby como Alison Palmer, la hermana de la novia.
- Cloris Leachman como la abuela Palmer.
- Nicky Whelan como Nadia.
- Fernando Colunga como José.

## Banda sonora
- I gotta feeling
- These arms of mine
- The big Bang
- It's only a paper moon
- Hatikvah
- Marry you
- deez tits
- I'll make love to you
- octurne No.2 in e flat major
- my heart will go on
- fall back down
- coconut
- sonata de piano nº8 Pathétique: adagio contabile"
- just tango
- born to hand jive
- teach me how to dougie
- sing, sing, sing (with a swing)
- new age hall
- can you do this
- can you do this (the moon bounce remix)
- party and bullshit
- manhattan
- bawitdaba
- you'r the best
- the final game
- lean on me
- delilah
- big john's special
- you are so beautiful
- bang the drum all day

## Reconocimientos
| Premio                   | Categoría             | Nominación  | Resultado |
| ------------------------ | --------------------- | ----------- | --------- |
| Premios Golden Raspberry | Peor Actor de Reparto | Josh Gad    | Nominado  |
| Premios Golden Raspberry | Peor Actor de Reparto | Kaley Cuoco | Ganador   |